# Wilsonville (Nebraska)
Wilsonville é uma vila localizada no estado americano de Nebraska, no Condado de Furnas.

## Demografia
Segundo o censo americano de 2000, a sua população era de 118 habitantes.
Em 2006, foi estimada uma população de 113, um decréscimo de 5 (-4.2%).

## Geografia
De acordo com o United States Census Bureau, a localidade tem uma área de 0,7 km², sem área coberta por água. Wilsonville localiza-se a aproximadamente 702 m acima do nível do mar.

## Localidades na vizinhança
O diagrama seguinte representa as localidades num raio de 24 km ao redor de Wilsonville.